# Square Louis-XVI
Le square Louis-XVI est un espace vert du 8e arrondissement de Paris.

## Situation et accès
Il est bordé au nord par le boulevard Haussmann, à l'est par la rue Pasquier, au sud par la rue des Mathurins et à l'ouest par la rue d'Anjou.
Le site est accessible par le 29, rue Pasquier.
Il est desservi par les lignes 8, 12 et 14 à la station Madeleine et par la ligne 9 à la station Saint-Augustin.

## Historique
Il accueille en son centre la chapelle expiatoire élevée à la mémoire de Louis XVI et de Marie-Antoinette, à l'endroit où leurs corps ont été enterrés après leur exécution (leurs dépouilles furent ensuite transférées à la basilique royale de Saint-Denis en 1815). Louis XVIII fit élever ce monument, inauguré en 1826. Le lieu abritait l'ancien cimetière de la Madeleine où furent inhumés de nombreux guillotinés de la Révolution française dont Manon Roland, figure du parti des Girondins et guillotinée le 18 brumaire de l'an II (8 novembre 1793).
C'est le seul lieu public de Paris portant le nom de ce monarque.

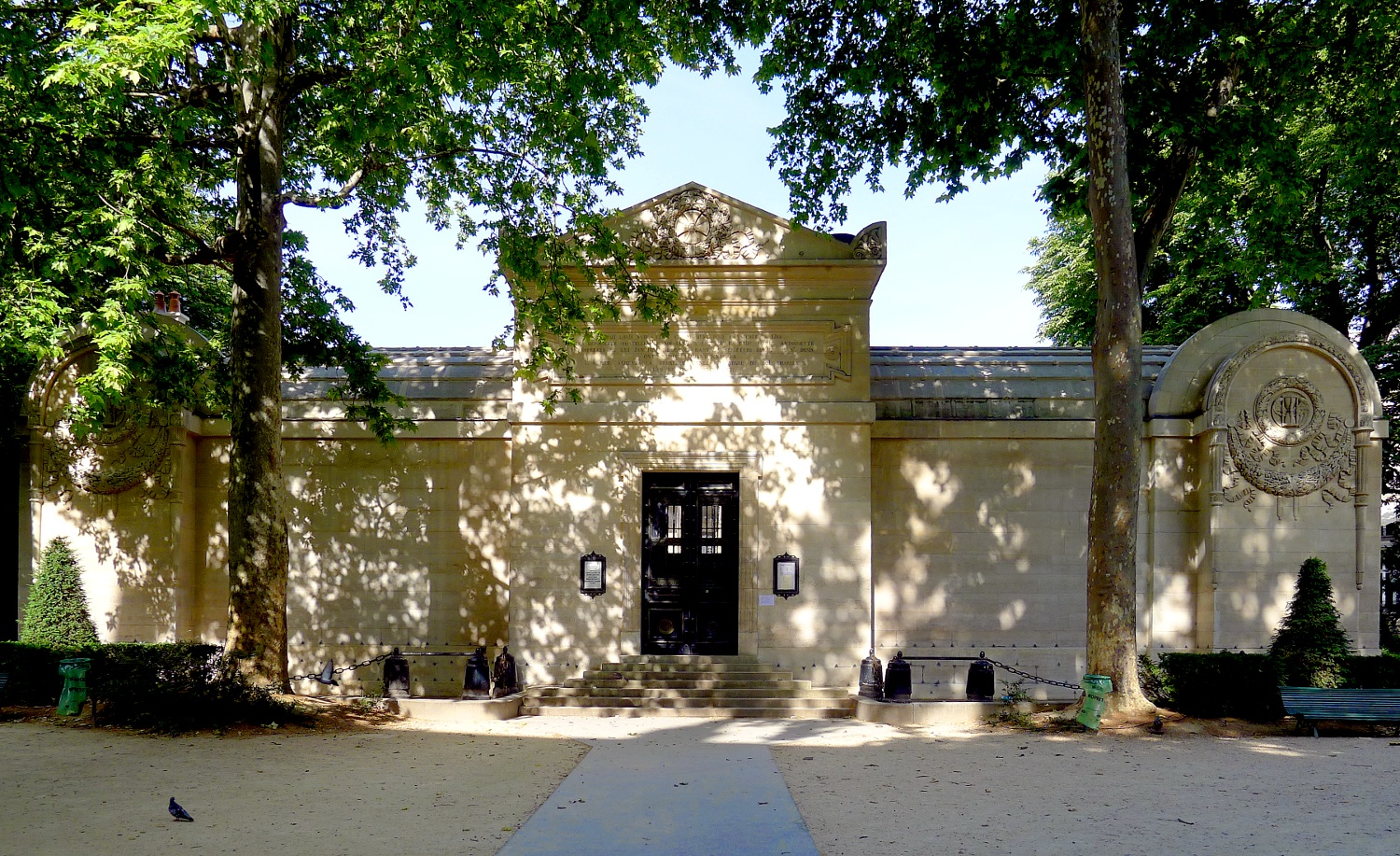
Jardin et façade orientale de la chapelle.
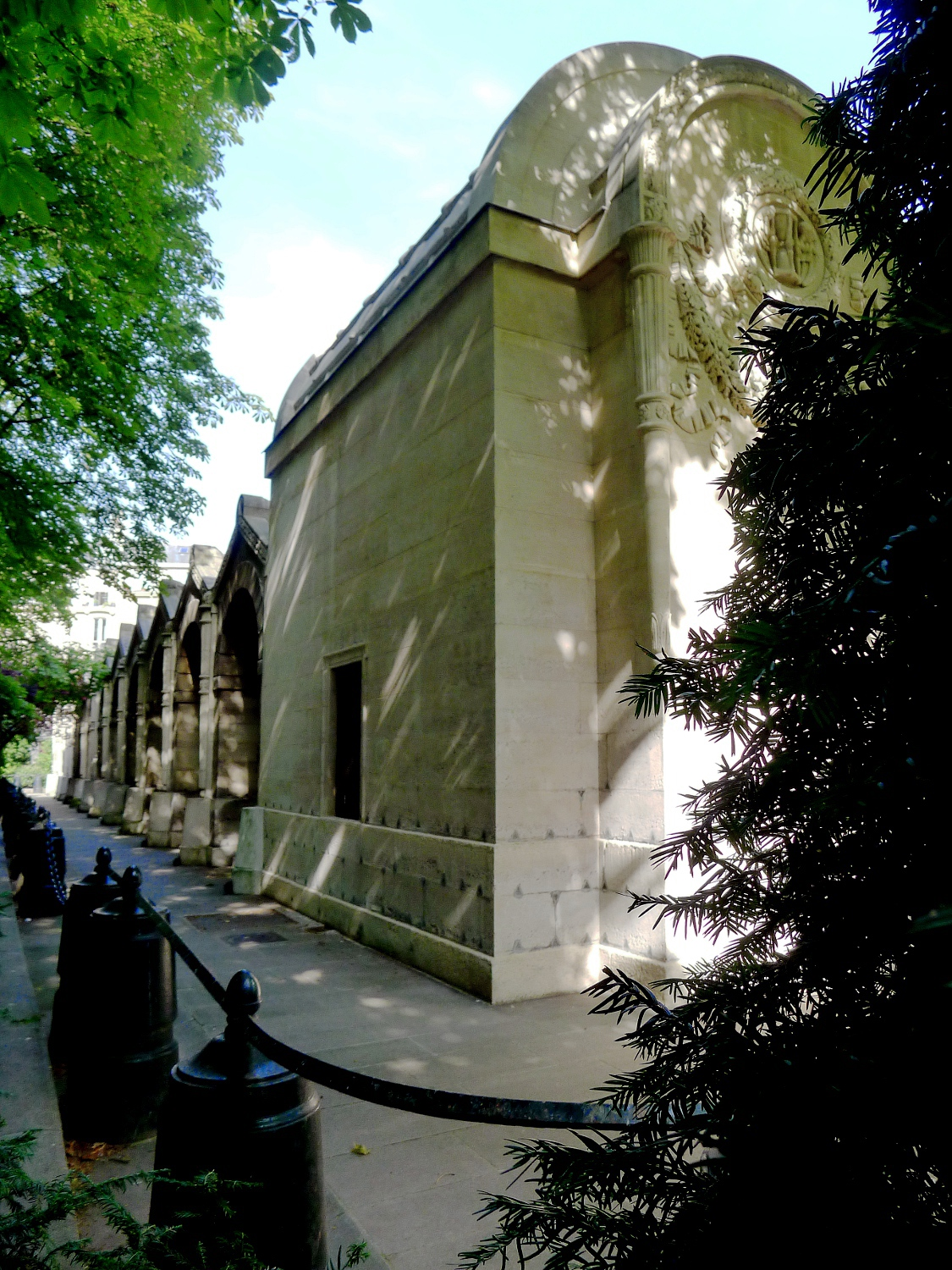
Jardin et façade méridionale de la chapelle.